# Joe Toye
Joseph D. Toye, mais conhecido como Joe Toye (14 de março de 1919 - 3 de setembro de 1995), foi um combatente de guerra americano do 2º batalhão do 506º Regimento de Infantaria Pára-quedista do exército dos Estados Unidos na Segunda Guerra Mundial. Joe Toye foi interpretado pelo ator Kirk Acevedo na minissérie Band of Brothers, da HBO.
Ele fez parte da companhia Easy em todas as batalhas a partir da Normandia, ele era do segundo batalhão da airborne 101 e perdeu a perna na tentativa de encontrar uma trincheira para sua própria proteção. A última batalha que Toye participou foi a batalha do Bulge, em Bastogne, na Bélgica, após isso foi levado para enfermaria e seguiu para sua casa após sua recuperação parcial.